# Belisario Corenzio
Belisario Corenzio (forme varianti: Bellisario; Akaia-Grecia, 1558 – Napoli, 1646?) è stato un pittore greco, specializzato negli affreschi.

## Biografia

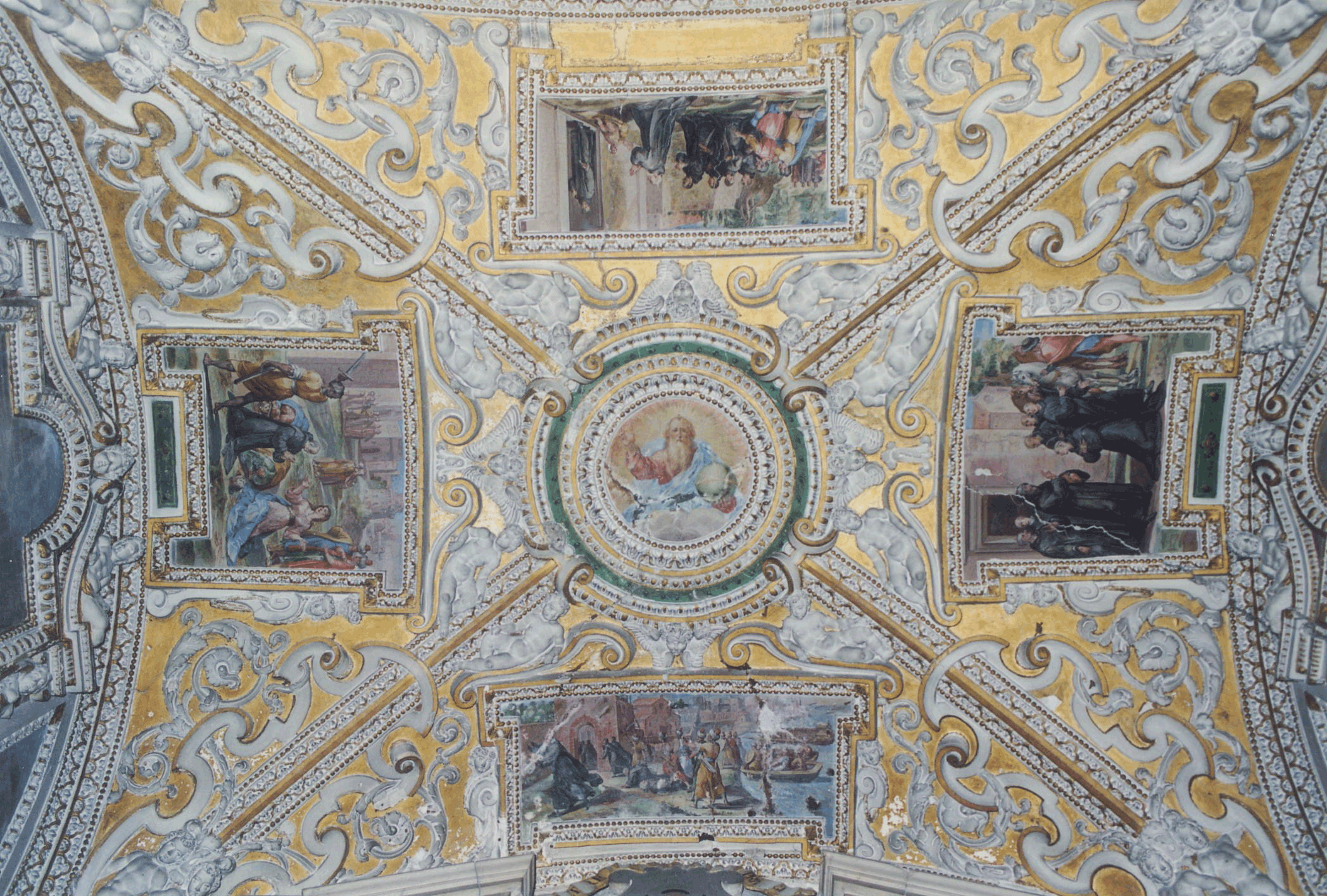
Belisario Corenzio, chiesa dei Santi Severino e Sossio, volta della Cappella Medici di Gragnano, ante 1593

Si trasferì dalla nativa Grecia, in giovane età a Napoli. Nel 1609 i benedettini gli affidarono la decorazione delle volte della navata, del transetto e del coro della chiesa dei Santi Severino e Sossio, dove aveva dipinto anche alcune cappelle. Fra queste gli va verosimilmente ascritta - in accordo con Bernardo De Dominici e la letteratura periegetica napoletana - la decorazione della cappella Medici di Gragnano, con le Storie di san Benedetto, Mauro e Placido (ante 1593), tra fastosi motivi ornamentali a stucco. Lo schema della volta medicea - uno scompartimento mediano raccordato da quattro pannelli rettangolari ai lati - dovette senz'altro essere recepito nell'ambiente locale come maturo tassello del discorso brillantemente iniziato a Napoli vari decenni prima da Giorgio Vasari e portato avanti nella certosa di San Martino da un'intera nuova generazione di artefici provenienti dal grande crogiolo culturale della Roma di papa Sisto V.
Nel 1615 affrescò la volta lunettata dell'abside della chiesa di Santa Maria di Costantinopoli.
Nel 1629 affrescò la cupola di Montecassino (persi per il bombardamento del 1944). Del pari perduti sono gli affreschi di una galleria del palazzo Capuano di Portici, distrutti a seguito dell'abbattimento della stessa, al fine di fare luogo all'attuale via Libertà.

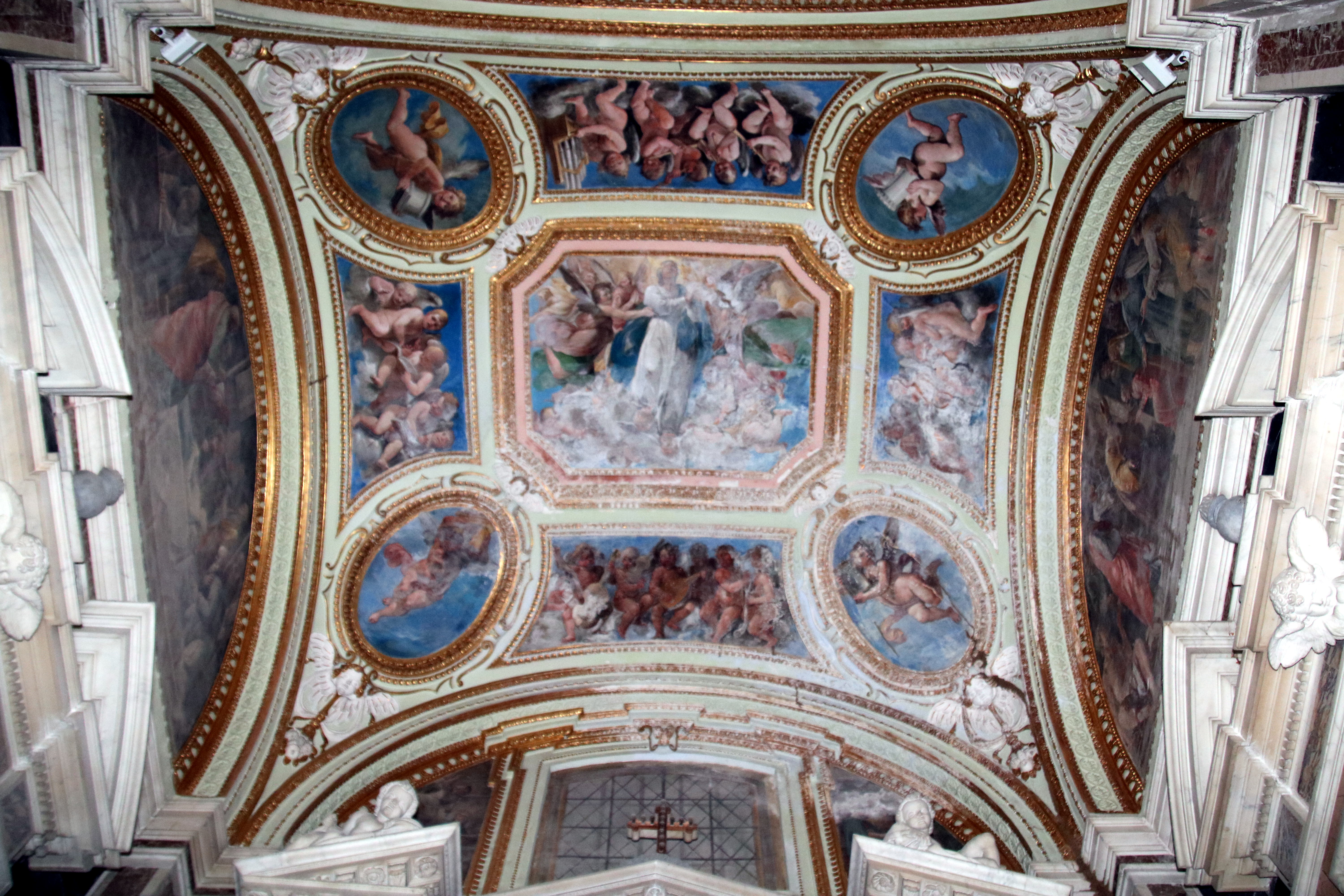
Assunzione della Vergine e cori di angeli, 1613, cappella Ravaschieri, chiesa di Santa Teresa degli Scalzi, Napoli

È attribuito a lui le Storie della vita di Maria e Gesù della cappella Gagliardi della Cattedrale di Lucera.
Operò per molti anni nella chiesa di Santa Maria la Nova (ne affrescò il soffitto). Creò quattro sue tele in Santa Maria del Popolo (Natale, Epifania e Presentazione, Riposo in Egitto). Nell'interno della chiesa di Santa Patrizia ci sono dipinti di questo pittore mentre alcuni affreschi sono ancora visibili nel Castel Capuano, dove il pittore operò nel 1608, come risulta da cedole di pagamento rinvenute presso l'archivio storico del Banco di Napoli.
Nel "Tempietto" della basilica di Santa Maria a Parete, in Liveri (NA) il Corenzio dipinse due affreschi, il più grande dei quali, posto nella parte destra, raffigurante scene sulla Danza della morte, sul Giudizio, l'Inferno ed il Paradiso (1603-1604). Altre pitture sono invece a Nola, presso la Chiesa dell'Annunziata e ad Arienzo.
Morì tragicamente nel 1646 cadendo da un ponteggio nella chiesa dei Santi Severino e Sossio, dove è sepolto, mentre ritoccava gli affreschi del transetto.

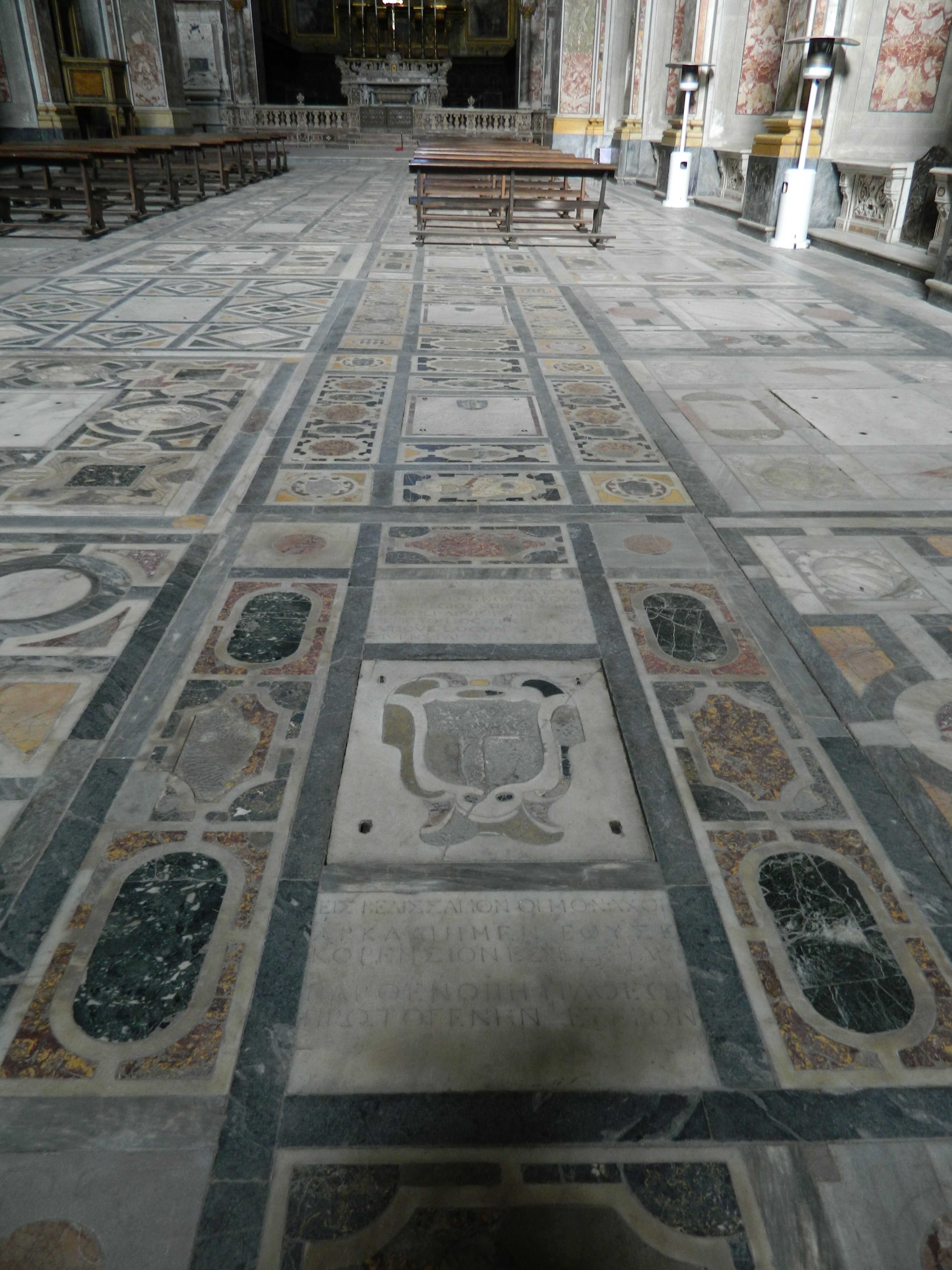
Chiesa dei Santi Severino e Sossio, Tomba del Corenzio sul pavimento

## Opere

### Dipinti e affreschi

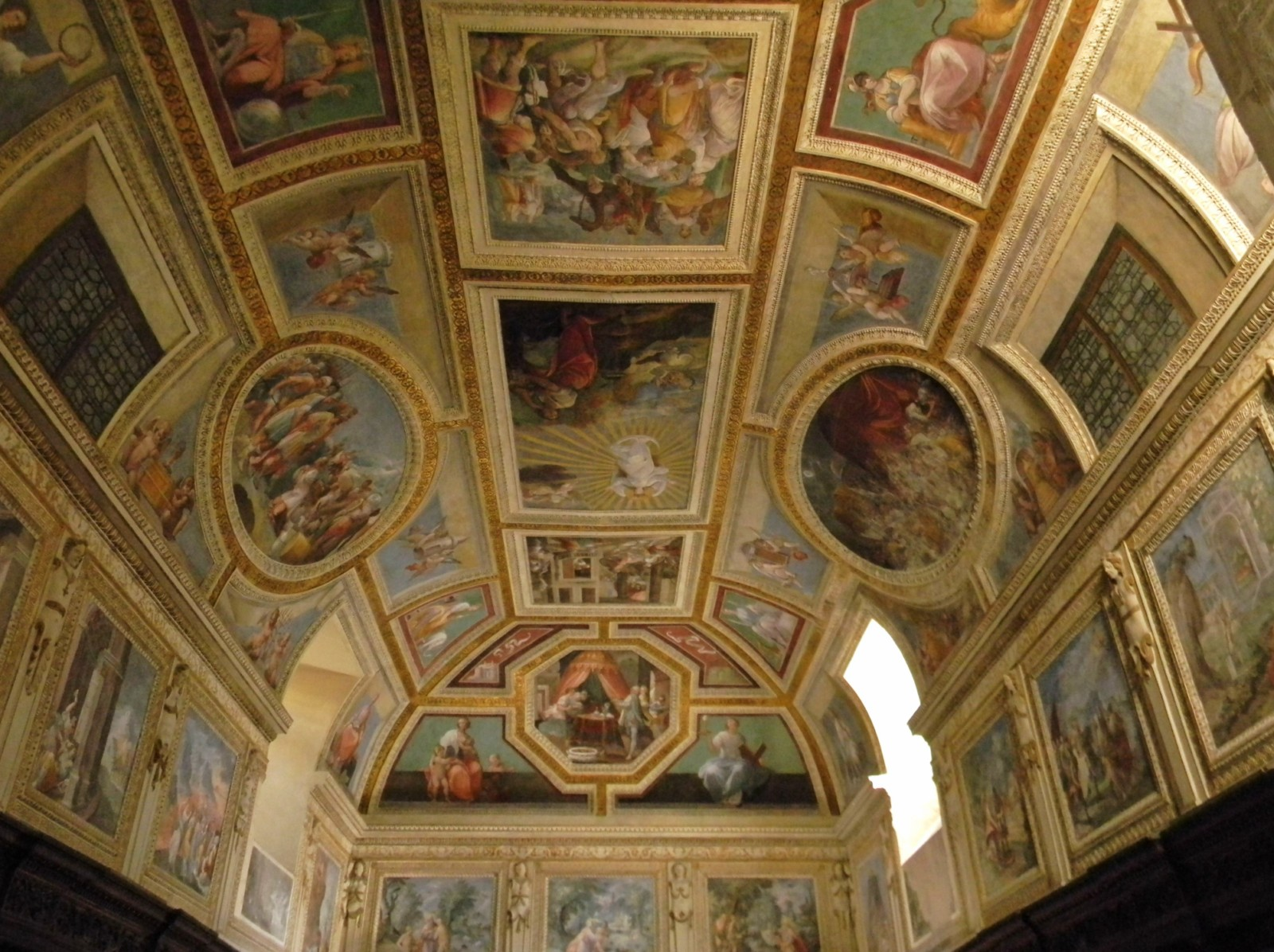
Sagrestia della Basilica della Santissima Annunziata Maggiore affrescata dal Corenzio, Napoli

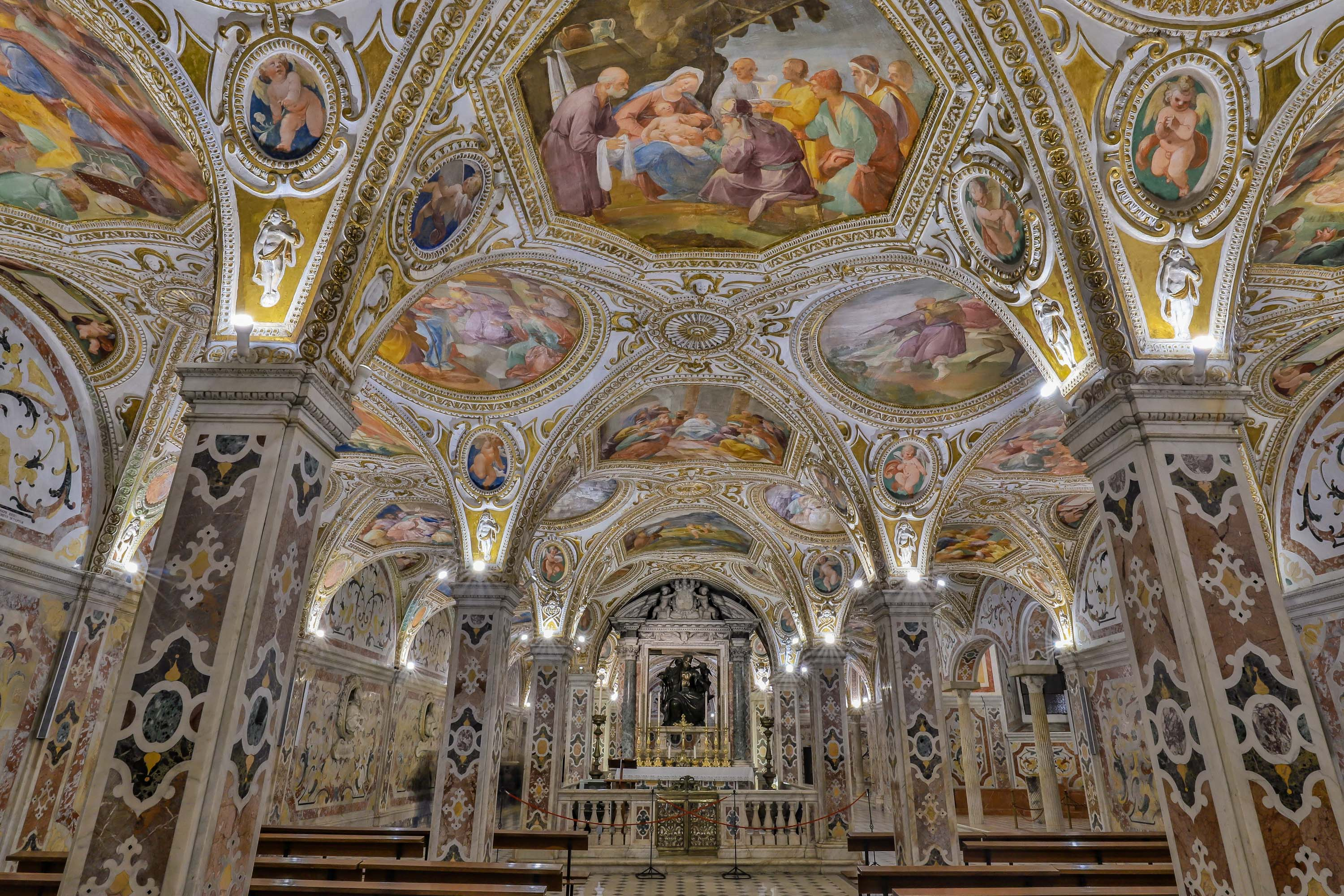
Cripta della Cattedrale di Salerno affrescata dal Corenzio

- Affreschi della volta della Cappella Medici di Gragnano e della Sala del Capitolo, Chiesa dei Santi Severino e Sossio, Napoli
- Affreschi Bruno di Colonia che vede miracolosamente Raimondo Diocres condannato all'inferno, La regina Giovanna I che offre la custodia della chiesa a san Bruno, Il sogno di sant'Ugo, Martiri delle sante Agata e Caterina, Parabole evangeliche, Virtù certosine e Cristo e l'adultera, Certosa di San Martino, Napoli
- Dipinti Madonna delle Grazie e Punizione dei dannati, affreschi Storie della Passione e Ascensione, cupola affrescata con Storie della Vergine e profeti, Chiesa di Santa Maria la Nova, Napoli
- Scene del Vecchio Testamento, sagrestia della Basilica della Santissima Annunziata Maggiore, Napoli
- Affreschi della cripta della Cattedrale di Salerno
- Adorazione dei Magi, Cappella della Crocefisso della Basilica di san Domenico Maggiore, Napoli
- Deposizione di Cristo, Chiesa dell'Annunziata, Arienzo
- Annunciazione, Chiesa della Pietà dei Turchini, Napoli
- Assunzione della Vergine e cori di angeli, cappella Ravaschieri della chiesa di Santa Teresa degli Scalzi, Napoli
- Ciclo di affreschi Storie della vita di Maria e Gesù della cappella Gagliardi della Basilica Cattedrale, Lucera (attribuzione).
- Dormizione della Vergine dell'abside maggiore della Basilica Cattedrale, Lucera (attribuzione).
- Assunzione della Vergine dell'abside maggiore della Basilica Cattedrale, Lucera (attribuzione).

### Disegni

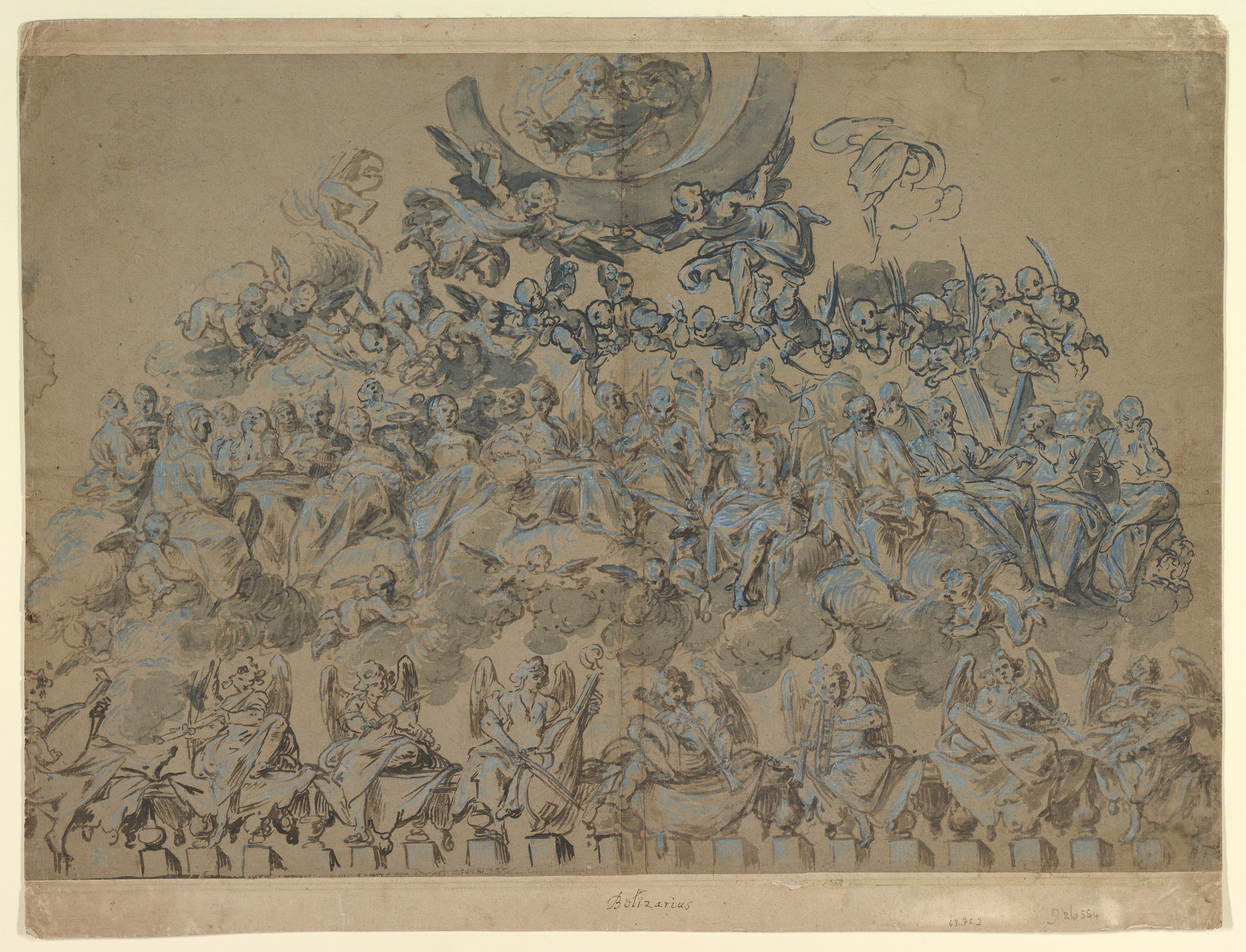
Studio per la decorazione di un'abside: Santi e Angeli in gloria con Dio Padre in alto, Metropolitan Museum of Art, New York

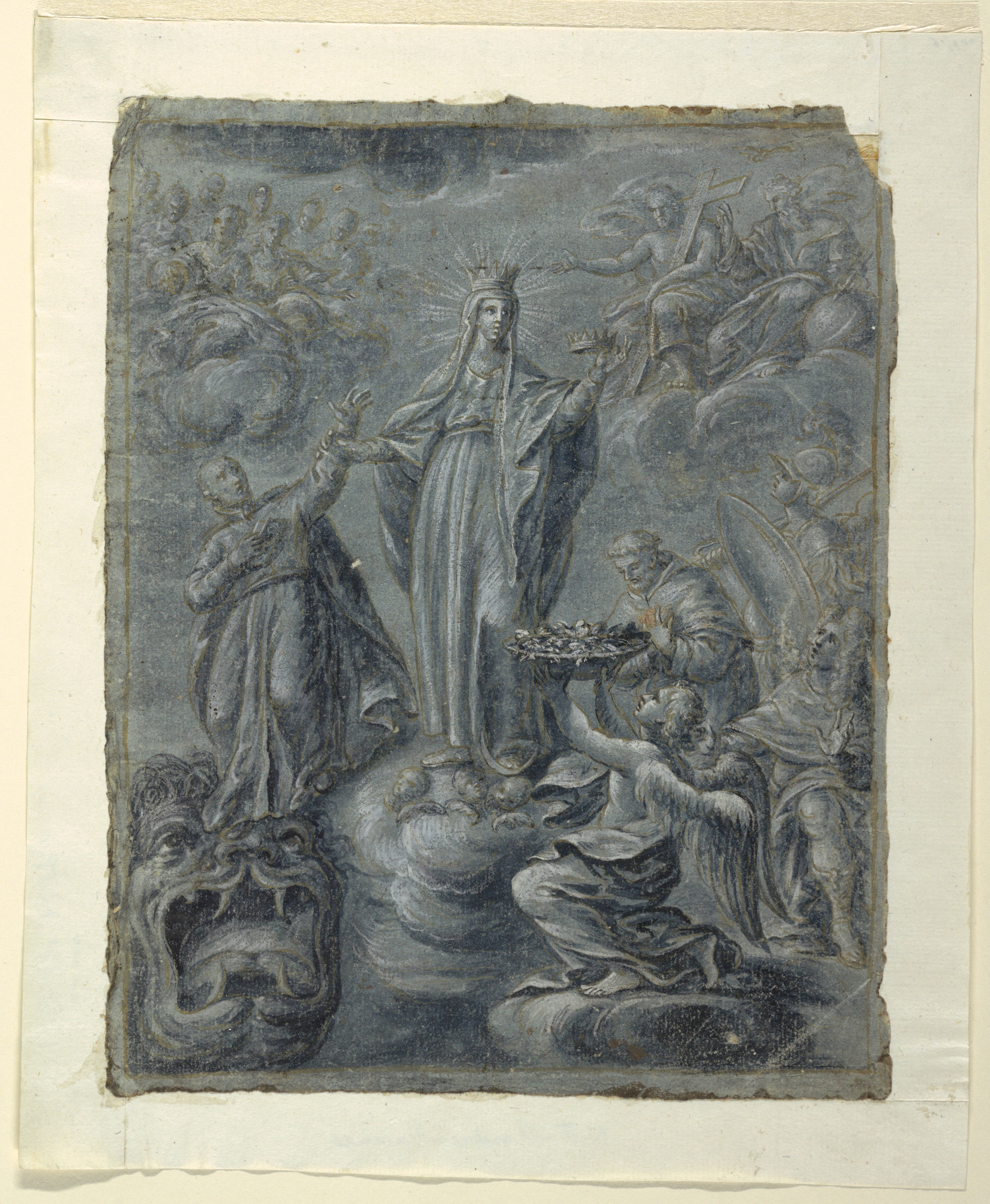
Incoronazione della Vergine, Cooper Hewitt, Smithsonian Design Museum, New York

- Scena di Battaglia, Metropolitan Museum of Art, New York
- La presentazione della Vergine al tempio, Metropolitan Museum of Art, New York
- Guerriero a cavallo con il bastone di comando che impartisce ordini alle sue truppe, Metropolitan Museum of Art, New York
- Studio per la decorazione di un'abside: Santi e Angeli in gloria con Dio Padre in alto, Metropolitan Museum of Art, New York
- Figure di San Pietro e San Paolo, Metropolitan Museum of Art, New York
- Cristo e la donna colta in adulterio, Metropolitan Museum of Art, New York
- Cristo in gloria con angeli, Cooper Hewitt, Smithsonian Design Museum, New York
- Incontro dei Santi Francesco e Chiara, Cooper Hewitt, Smithsonian Design Museum, New York
- Studio di un vescovo seduto, Cooper Hewitt, Smithsonian Design Museum, New York
- Ambasciatore turco che presenta un regalo a Don Giovanni d'Austria, Cooper Hewitt, Smithsonian Design Museum, New York
- Visione durante una messa, Cooper Hewitt, Smithsonian Design Museum, New York
- Un vescovo inginocchiato, Cooper Hewitt, Smithsonian Design Museum, New York
- Papa che riceve visitatore, Cooper Hewitt, Smithsonian Design Museum, New York
- Incoronazione della Vergine, Cooper Hewitt, Smithsonian Design Museum, New York
- Vescovo in piedi, Cooper Hewitt, Smithsonian Design Museum, New York
- La vocazione di San Pietro, Nationalmuseum, Stoccolma
- Vocazione di San Matteo, disegno che replica la Vocazione di san Matteo di Caravaggio nella cappella Contarelli della chiesa di San Luigi dei Francesi di Roma, Museo Nazionale di Capodimonte, Napoli